# Curt Nimuendajú
Curt Nimuendajú, nacido Curt Unckel (Jena, 17 de abril de 1883 - Santa Rita do Weil, São Paulo de Olivença, 10 de diciembre de 1945) fue un etnólogo, antropólogo y escritor germano-brasileño. Sus trabajos son fundamentales para la comprensión de la religión y cosmogonía de los guaraníes.

## Primeros años
Nació el 17 de abril de 1883 en Jena, Alemania. A corta edad se quedó huérfano. Siendo escolar, Curt organizó con algunos compañeros una “pandilla de indios”, que jugaban en los bosques de Jena. De ahí le nació el deseo de algún día vivir con los indígenas. Terminó la secundaria y entró a trabajar en la fábrica Carl Zeiss. Pasaba muchas horas estudiando mapas y leyendo todo lo que en la biblioteca de la fábrica había sobre los indios de la América del Norte y del Sur. Su gran sueño era emigrar al Brasil, y llegó a realizarlo con la ayuda de su media hermana, que se hizo profesora y pudo solventar así los gastos del viaje.

## En Brasil
Quiso el destino que en 1905, apenas dos años después de su llegada al Brasil, Curt Unckel tomase contacto con los guaraníes del interior del Estado de São Paulo; una tribu sobre la cual existía abundante literatura, que se remontaba hasta el siglo XVI, pero cuya religión era a pesar de eso muy mal conocida. El joven investigador, bastante familiarizado con los textos etnológicos, no tardó en verificar que estaría en condiciones de presentar al mundo científico muchos conocimientos nuevos e importantes sobre ese pueblo. El nombre de Nimuendajú ("aquel que supo abrir su propio camino en este mundo y conquistó su lugar"), le fue impuesto por los guaraníes. En poco tiempo el forastero aprendió la lengua y captó la confianza de los aborígenes. Adoptó el apellido Nimuendajú al nacionalizarse brasileño en 1921.

## Investigaciones
Sus publicaciones sobre los indígenas comprenden cerca de sesenta títulos entre monografías, relatorios, artículos y vocabularios. En 1910 se publica su primera obra “Nimongarai”, en el periódico “Deustche Zeitung” de São Paulo. En 1914, en Berlín, publica en la revista “Zeitschrift für Ethnologie”, un trabajo en el cual describe la mitología y la religión de los Apapokúva, obra que más tarde, en 1944, mediante una traducción del sabio paraguayo Juan Francisco Recalde, se publicó con el nombre de “Los mitos de creación y de destrucción del mundo”; sin dudas, la obra cumbre de Nimuendaju.
Estudió mediante trabajo de campo e investigación bibliográfica varios pueblos indígenas, especialmente los de la macrofamilia Ye, así como también los Apapocuva-Guaraní, Tikuna, Kaingang, Apinaye, Xerente y Wanano. Sus publicaciones representaron, en palabras de un escritor reciente, "la base indispensable de la que docenas de tesis doctorales y libros han sido elaborados por antropólogos brasileños y americanos".

## Fallecimiento

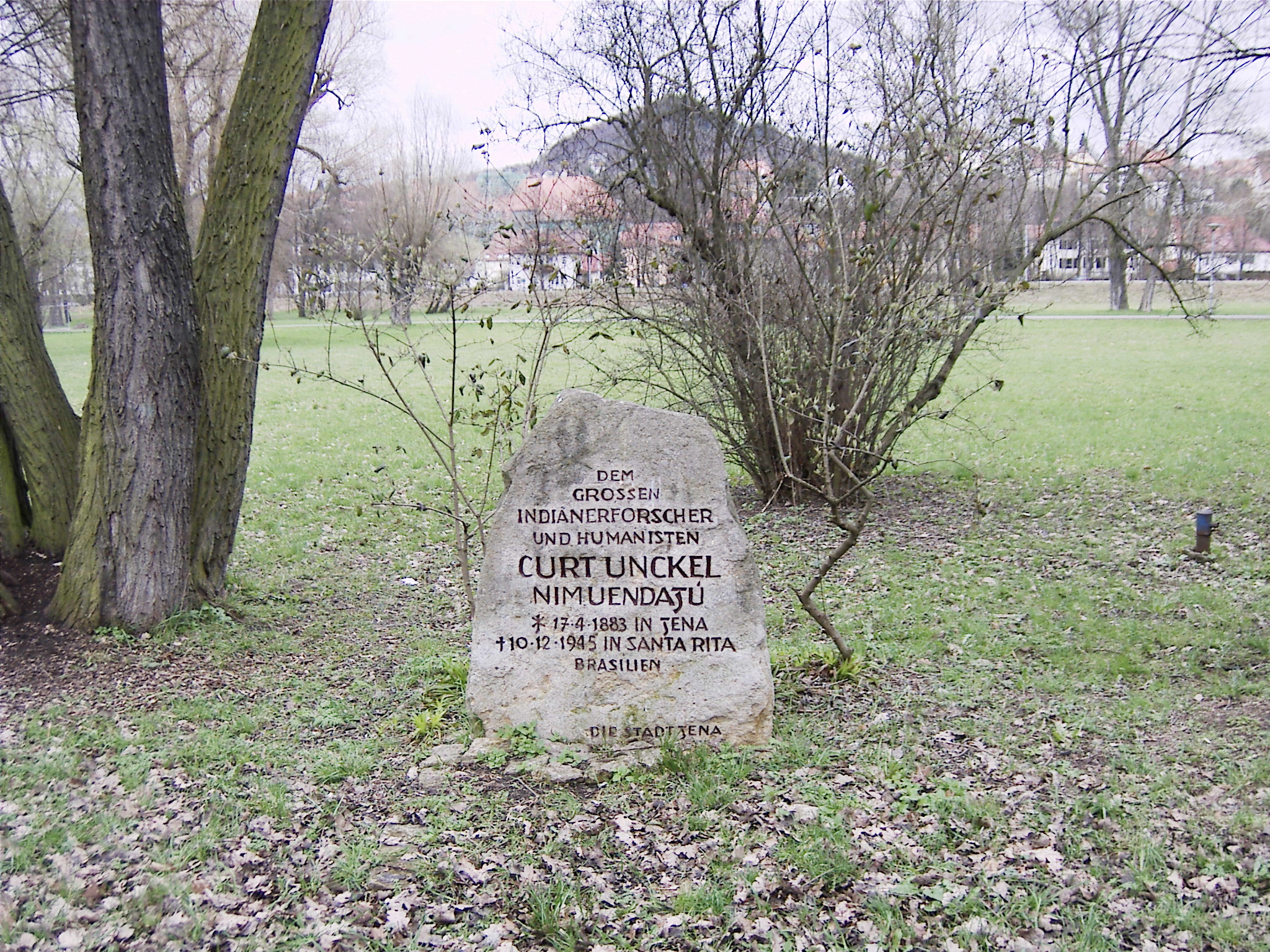
Estela conmemorativa en un parque de su ciudad natal, Jena (Alemania).

Falleció el 10 de diciembre de 1945, en una aldea de los Tikuna, en el poblado de Santa Rita do Weil, en el alto Solimões, municipio de São Paulo de Olivença, estado de Amazonas.